# Kincardineshire

Lage von Kincardineshire in Schottland

Kincardineshire oder Mearns (schottisch-gälisch A’ Mhaoirne) ist eine der traditionellen Grafschaften von Schottland, gelegen an der Nordsee südlich von Aberdeen. Sie ist nach der nicht mehr existierenden mittelalterlichen Stadt Kincardine benannt. Die historische Hauptstadt ist Stonehaven.
Als Verwaltungsgrafschaft bestand Kincardineshire zwischen 1890 und 1975 und ging dann im District Kincardine and Deeside der Region Grampian auf. Die Region Grampian wurde mit Inkrafttreten des Local Government etc. (Scotland) Act von 1994 aufgelöst; seitdem gehört das Gebiet von Kincardineshire zur Council Area Aberdeenshire. Kincardineshire ist heute noch eine der Lieutenancy Areas von Schottland, beinhaltet aber nicht mehr das Gebiet von Nigg.